# Laser archangelica
Laser archangelica — вид квіткових рослин з родини окружкових (Apiaceae). Ареал: Болгарія, Чехія, Словаччина, Польща, Румунія, Словенія, Хорватія, Боснія та Герцеговина, Північна Македонія.

## Середовище
Зустрічається на високогірних трав'янистих луках і на окрайцях субальпійських чагарників. Переважно супроводжує основні породи, росте у високій трав'янистій рослинності у вологих місцях, багатих поживними речовинами.

## Біоморфологічний опис
Це міцна трав'яниста кореневищна багаторічна рослина. Стебло пряме, заввишки 80–150 см, поздовжньо-жолобчасте, густо запушене, іноді червонувате. Листки чергові, сіро-зелені, 3(4)-перисті, нижні черешкові, верхні сидячі на здутих піхвах, матові, шерстисто-волосисті; останній ряд листків яйцюватої форми, від 2–3-перистої до перисто-розсіченої форми, з нерівномірним пилчастим краєм. Пелюстки серцеподібні, близько 1 мм завдовжки і 2 мм завширшки, із загостреною часткою на зрізі, білі, не блискучі. Плоди еліптичної форми, стислі сім'янки завдовжки 8–10 мм, кожна сім'янка з 3 ледь помітними головними ребрами.